# Monarquía popular

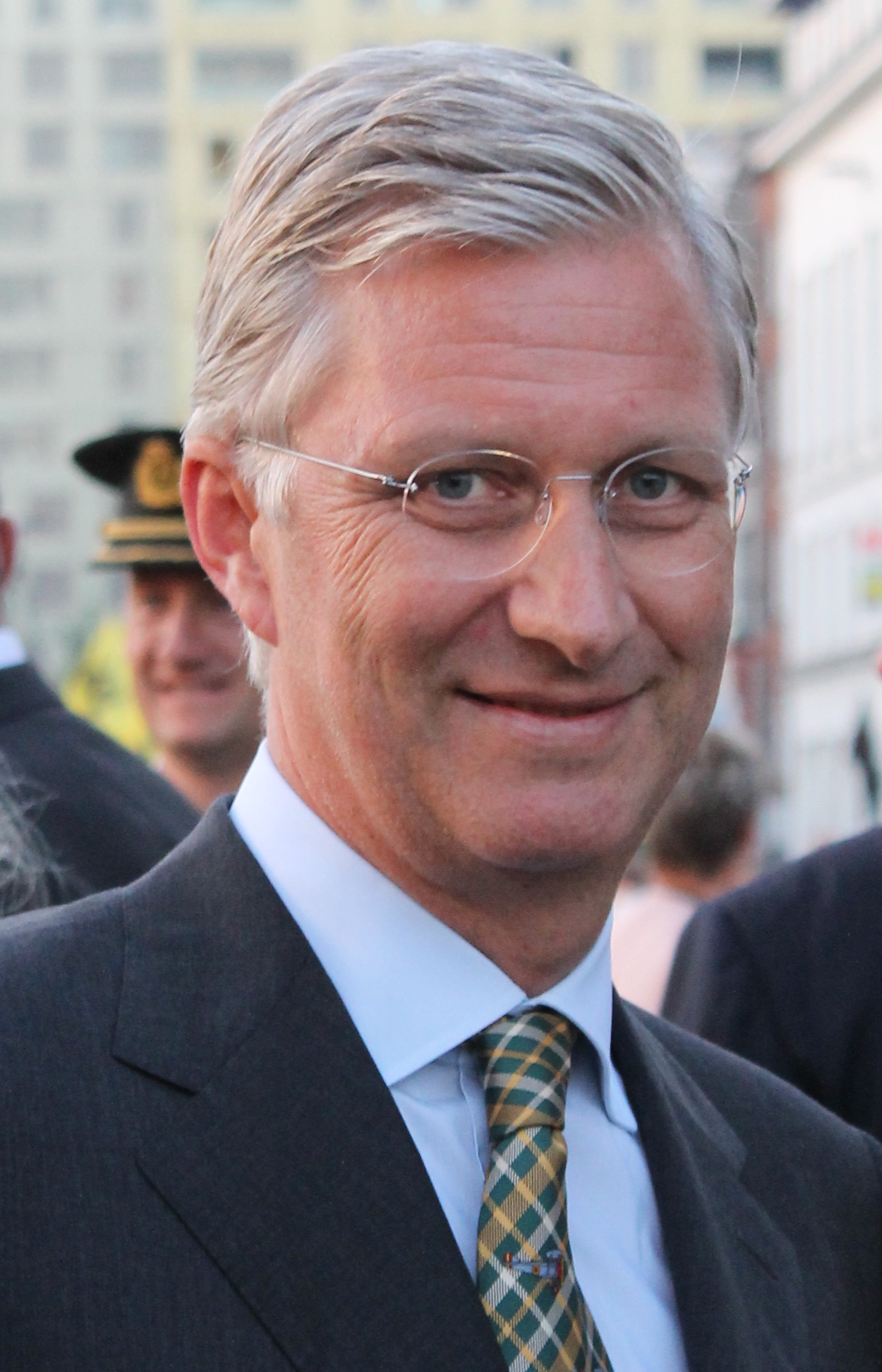
Felipe de Bélgica, rey de los belgas desde 2013.

Monarquía popular es un sistema de gobierno monárquico en el que el título del monarca está conectado con el pueblo más que con un estado unitario. Fue la norma en algunos lugares, como Escocia, desde la Edad Media, y se usó ocasionalmente en los siglos XVIII (finales), XIX y XX en Europa, como reflejo del resultado de una revolución popular. 
La actual monarquía belga es una monarquía popular desde la revolución de 1830, conociéndose al rey como rey de los belgas y no de Bélgica. Es el único caso de monarquía popular que sobrevive.

## Ejemplos

### Edad Media
- El Emperador del Imperio bizantino utilizaba como uno de sus títulos el de Rey de los Romanos Rex Romanorum o Basileus tôn Rômaniôn.
- Idéntico título era utilizado en el Sacro Imperio Romano Germánico por el Imperator futurus (futuro emperador), por el tiempo que mediaba entre su elección por el colegio de príncipes electores (a veces antes de la muerte del emperador en ejercicio, que procuraba la designación) y su coronación por el Papa.
- Desde la Edad Media los reyes en Escocia, como Robert the Bruce, fueron conocidos como King of Scots (rey de los escotos, o escoceses) y no como Kings of Scotland (reyes de Escocia). Así también María Estuardo (María I de Escocia) se titulaba Mary, Queen of Scots (María, reina de los escoceses). La Declaration of Arbroath (Declaración de Abroath, 1320) dice retóricamente que el rey de los escoceses gobierna en nombre del pueblo más que gobernar el pueblo de hecho, y que la independencia de Escocia era prerrogativa del pueblo escocés en vez del rey de los escoceses. Este uso se hizo menos común después de que Jacobo VI "rey de los escoceses" heredara el trono de Inglaterra, y comenzara a llamarse a sí mismo King of Great Britain (rey de Gran Bretaña). El Acta de Unión de 1707 abolió el trono escocés como una entidad independiente.
- El primer rey de Portugal, Afonso Henriques, usó el título Rex Portugalensium (rey de los portugueses) para recordar que fue elegido en el campo de batalla, tras la batalla de Ourique (1139), por sus súbditos y compañeros de armas; sus descendientes, en cambio, usaron el título de Rex Portugaliae (rey de Portugal), y más tarde en portugués Rei de Portugal.
- En la Croacia medieval, el título real era "rey de los croatas" (Kralj Hrvata en croata, Rex Chroatorum en latín), título que se extendió posteriormente como "rey de los croatas y los dálmatas" (Kralj Hrvata i Dalmatinaca o Rex Chroatorum Dalmatarumque) tras la anexión de la Dalmacia bizantina. El nombre de dálmatas se refería a la población latina de las ciudades dálmatas (Split, Zadar, Trogir, Hvar y Rab), y no a los habitantes de los condados meridionales de la actual Croacia, que se llaman a sí mismos dálmatas. Cuando el rey Colomán I de Hungría se coronó con la Corona de Zvonimir en Biograd en 1102, y Croacia entró como unión personal en el reino de Hungría, añadió el título de "rey de Croacia y Dalmacia" (Rex Croatiae et Dalmatiae) a su título previo de "rey de Hungría", acabando así con el carácter popular de la monarquía en Croacia.

### Edad Contemporánea
- El rey Luis XVI, que había reinado previamente como Rey de Francia y de Navarra, reinó como Rey de los franceses desde 1791 hasta 1792. Esto fue bajo los términos de la constitución francesa de 1791, durante un breve período de monarquía constitucional que terminaría con el procesamiento y muerte del rey.
- Napoleón Bonaparte recibió en 1804 el título de Emperador de los franceses y no de Emperador de Francia. Lo mismo ocurrió durante con Napoleón III en la restauración imperial de 1852.
- El último rey de Francia, Luis Felipe I fue proclamado Rey de los franceses en 1830, reflejando el hecho de su ascenso al trono por voluntad popular (se le llamaba rey ciudadano), tras la revolución de 1830 contra su predecesor el Rey de Francia Carlos X.
- Los reyes de Grecia desde 1863 (Jorge I de Grecia) hasta la abolición de la monarquía en 1967, recibían el título formal de Rey de los Helenos, no reyes de Grecia.
- En la instauración del II Imperio Alemán (1871), el Káiser Guillermo I se coronó como Emperador Alemán, y no Emperador de Alemania.
- En el Reino de Rumanía, de 1881 a 1947, los reyes recibían el título de rey de los rumanos.
- El Reino de los Serbios, Croatas y Eslovenos, de 1918 a 1929, daba a su rey el título correspondiente: rey de los serbios, croatas y eslovenos. En 1929, Alejandro I de Yugoslavia tomó el título de rey de Yugoslavia y el nombre del estado cambió oficialmente a Reino de Yugoslavia.
- Zog I de Albania, reinante de 1928 a 1943, usó el título de Rey de los albaneses y no rey de Albania.

- Datos: Q2094259